# Liên kết cộng hóa trị

Một liên kết cộng hóa trị H_{2} hình thành (bên phải) nơi mà hai nguyên tử hydro chia sẻ hai electron.

Liên kết cộng hóa trị, còn gọi là liên kết phân tử là một liên kết hóa học được hình thành bằng việc dùng chung một hay nhiều cặp electron giữa các nguyên tử. Những cặp electron này được gọi là cặp electron dùng chung, và sự cân bằng lực hút và lực đẩy giữa các nguyên tử trong khi chia sẻ các electron được gọi là liên kết cộng hóa trị. Với nhiều phân tử, việc dùng chung electron cho phép mỗi nguyên tử đạt được cấu hình electron bền vững.
Liên kết cộng hóa trị bao gồm nhiều loại liên kết, trong đó có liên kết σ, liên kết π, liên kết kim loại, liên kết tam nhị. Thuật ngữ liên kết cộng hóa trị bắt đầu được sử dụng vào năm 1939. Tiền tố co- nghĩa là cùng nhau, liên kết trong hành động,...; do vậy, bản chất của một "liên kết hóa trị" là các nguyên tử chia sẻ "hóa trị", như đã từng được thảo luận trong thuyết liên kết hóa trị.
Trong phân tử H
2, nguyên tử hydro dùng chung hai electron thông qua liên kết cộng hóa trị. Sự cộng hóa trị là mạnh nhất giữa các nguyên tử có độ âm điện tương đương nhau. Do đó, liên kết cộng hóa trị không nhất thiết phải xảy ra giữa hai nguyên tử của cùng một nguyên tố, chỉ cần độ âm điện của chúng có thể so sánh được. Liên kết cộng hóa trị mà yêu cầu dùng chung electron với nhiều hơn hai nguyên tử được cho là bị bất định xứ.

## Lịch sử

Các khái niệm đầu tiên về liên kết cộng hoá trị xuất phát từ hình ảnh của phân tử methan. Cấu trúc Lewis đã thể hiện liên kết cộng hoá trị bằng các electron được dùng chung giữa các nguyên tử.

Thuật ngữ covalence đề cập tới liên kết được sử dụng lần đầu vào năm 1919 bởi Irving Langmuir trong một bài viết của Tạp chí Hiệp hội Hóa học Hoa Kỳ, tựa là "Sự sắp xếp của các điện tử trong các nguyên tử và phân tử". Langmuir viết rằng "chúng ta sẽ biểu thị thuật ngữ covalence bằng số cặp electron mà một nguyên tử thường chia sẻ với nguyên tử cạnh nó" ("we shall denote by the term covalence the number of pairs of electrons that a given atom shares with its neighbors").
Ý tưởng về liên kết cộng hóa trị có thể đã được tìm ra từ vài năm trước đó. Vào năm 1916, Gilbert N. Lewis đã mô tả sự dùng chung các cặp electron giữa các nguyên tử. Ông giới thiệu kí hiệu Lewis hoặc dấu chấm electron hay cấu trúc chấm Lewis, trong đó các electron hóa trị (ở lớp vỏ) được biểu diễn dưới dạng những nốt chấm xung quanh các kí hiệu nguyên tử. Các cặp electron nằm giữa các nguyên tử đại diện cho các liên kết cộng hóa trị. Nhiều cặp electron đại diện cho nhiều liên kết, như là các liên kết đôi và liên kết ba. Một cách biểu diễn thay thế, không được thể hiện ở đây, là biểu diễn các cặp electron tạo thành liên kết dưới dạng các gạch thẳng.
Lewis đề xuất rằng một nguyên tử tạo ra đủ các liên kết cộng hóa trị để lấp đầy (đóng kín) lớp vỏ ngoài cùng. Trong hình, nguyên tử carbon có hóa trị bốn, do vậy được bao quanh bởi tám electron (quy tắc bát tử), bốn electron của chính nguyên tử carbon và bốn electron từ các nguyên tử hydro đã liên kết với nó. Mỗi hydro có hóa trị một được bao quanh bởi hai electron (một quy tắc đôi) - một electron của chính nó cộng thêm một electron từ nguyên tử carbon. Số lượng electron tương ứng với số lượng dùng để lấp đầy lớp vỏ ngoài theo thuyết lượng tử của nguyên tử; lớp ngoài cùng của một nguyên tử carbon là n = 2, có thể chứa được tám electron, trong khi lớp ngoài cùng (và duy nhất) của một nguyên tử hydro là n = 1, chỉ chứa được 2 electron.
Trong khi ý tưởng về các cặp electron dùng chung cung cấp một bức tranh định tính hiệu quả về liên kết cộng hóa trị, cần phải có cơ học lượng tử để hiểu được bản chất của các liên kết này và dự đoán cấu trúc cũng như là tính chất của các phân tử đơn giản. Walter Heitler và Fritz London được ghi nhận là những người đầu tiên giải thích thành công một liên kết hóa học (phân tử hydro) bằng cơ học lượng tử vào năm 1927. Công trình của họ được dựa trên mô hình liên kết hóa trị, giả định rằng một liên kết hóa học được hình thành khi có sự chồng chéo tốt các orbital nguyên tử giữa các nguyên tử tham gia.

## Các loại liên kết cộng hóa trị
Các orbital nguyên tử (trừ orbital s) có các tính chất định hướng đặc biệt dẫn tới các loại liên kết khác nhau. Liên kết sigma (σ) là liên kết cộng hóa trị mạnh mẽ nhất, do sự chồng chéo orbital của hai nguyên tử khác nhau. Một liên kết đơn thường là liên kết σ. Liên kết pi (π) thì yếu hơn và do sự chồng chéo của các orbital p (hoặc d). Một liên kết đôi giữa hai nguyên tử gồm một liên kết σ và một liên kết π, và một liên kết ba gồm một liên kết σ và hai liên kết π.
Liên kết cộng hóa trị còn bị ảnh hưởng bởi độ âm điện của các nguyên tử tham gia liên kết, quyết định sự phân cực hóa học của liên kết. Hai nguyên tử có độ âm điện tương đương sẽ tạo nên liên kết cộng hóa trị không phân cực, ví dụ như H-H. Một liên kết không cân bằng sẽ tạo nên một lên kết hóa trị phân cực, ví dụ như H-Cl. Tuy nhiên, phân cực còn yêu cầu sự bất đối xứng hình học, hoặc lưỡng cực khác có thể bị hủy bỏ tạo nên phân tử không phân cực.

## Cấu trúc cộng hóa trị
Có vài loại cấu trúc liên kết cộng hóa trị, bao gồm cấu trúc các đơn phân tử, cấu trúc phân tử, cấu trúc đại phân tử và cấu trúc cộng hóa trị khổng lồ (giant covalent structures). Đơn phân tử có các liên kết mạnh mẽ giữ cho các nguyên tử ở cạnh nhau, nhưng vẫn có những lực hút không đáng kể giữa các phân tử. Những chất cộng hóa trị như vậy thường ở dạng khí, ví dụ như HCl, SO2, CO2, và CH4. Trong cấu trúc phân tử thì có lực hút yếu. Các chất cộng hóa trị như vậy là chất lỏng có nhiệt độ sôi thấp (như ethanol), và chất rắn nhiệt độ nóng chảy thấp (như iod và CO2 rắn). Cấu trúc đại phân tử chứa một lượng lớn các nguyên tử liên kết với nhau bởi liên kết cộng hóa trị trong mạch, bao gồm các polymer tổng hợp như polyethylene và nylon, và các polymer sinh học như protein và tinh bột. Cấu trúc mạng lưới cộng hóa trị (hay cấu trúc cộng hóa trị khổng lồ) chứa một lượng lớn các nguyên tử liên kết theo lớp (như than chì), hoặc cấu trúc ba chiều (như kim cương và thạch anh). Những chất này có nhiệt độ nóng chảy và nhiệt độ sôi cao, thường giòn và có điện trở suất cao. Các nguyên tố có độ âm điện lớn, và có khả năng hình thành 3 hay bốn liên kết đôi, thường được tạo thành từ những cấu trúc đại phân tử như vậy.

## Các liên kết một và ba electron

So sánh cấu trúc electron giữa liên kết 3 electron và liên kết cộng hóa trị.

Các liên kết có một hoặc ba electron có thể tìm thấy trong các loại gốc tự do, với số lượng electron bất thường. Ví dụ đơn giản nhất cho liên kết có 1 electron là liên kết được hình thành trong cation hydro, H+
2. Các liên kết một electron thường có năng lượng bằng một nửa của liên kết 2 electron, do vậy còn được gọi là "nửa liên kết". Tuy nhiên vẫn có ngoại lệ: trong trường hợp của dilithium, liên kết một electron Li+
2 lại mạnh hơn liên kết hai electron Li2. Trường hợp ngoại lệ này có thể giải thích bằng thuật ngữ lai hóa và hiệu ứng dưới lớp vỏ.
Ví dụ đơn giản nhất cho liên kết ba electron là liên kết có thể được hình thành trong cation helium dimer, He+
2. Đây được coi là một "nửa liên kết" vì nó chỉ chia sẻ một electron (thay vì hai); trong các thuật ngữ orbital phân tử, electron thứ ba là một orbital phản liên kết, hủy bỏ một nửa liên kết hình thành bởi hai electron kia. Một ví dụ khác cho phân tử chứa liên kết ba electron, thêm vào liên kết hai electron, là nitơ monoxide, NO. Phân tử oxy, O2 cũng có thể được coi là có hai liên kết ba electron và hai electron, giải thích cho tính thuận từ của nó và trật tự liên kết của nó là hai. Chlor dioxide, brom dioxide và iod dioxide cũng chứa liên kết ba electron.
Các phân tử có liên kết với số electron bất thường thường có tính phản ứng cao. Các loại liên kết này chỉ duy trì ổn định giữa những nguyên tố có độ âm điện tương đương nhau.

## Cộng hưởng
Có những trường hợp mà chỉ mỗi cấu trúc Lewis không đủ để giải thích cấu trúc electron trong một phân tử, do vậy cần có sự chồng chất cấu trúc. Các nguyên tử trong các phân tử này có thể liên kết một cách khác biệt trong những cấu trúc khác biệt (liên kết đơn trong một cái, liên kết đôi trong cái khác, hoặc không có gì cả), dẫn tới các bậc liên kết không nguyên. Ion nitrat là một ví dụ với ba cấu trúc tương đương. Liên kết giữa nitơ và mỗi oxy là một liên kết đôi trong một cấu trúc và một liên kết đơn trong hai cấu trúc còn lại, vậy nên bậc liên kết trung bình trong mỗi tương tác N–O là 2 + 1 + 1/3 = 4/3.

### Thơm
Trong hóa học hữu cơ, khi một phân tử với một vòng phẳng tuân theo quy tắc Hückel, với số lượng các electron π đúng với công thức 4n + 2 (n là số nguyên), thì đạt được tính ổn định và tính đối xứng cao. Trong benzen, hợp chất thơm đầu tiên, có 6 electron liên kết π (n = 1, 4n + 2 = 6). Chúng chiếm ba orbital phân tử bất định xứng (thuyết orbital phân tử) hoặc hình thành các liên kết π trong hai cấu trúc cộng hưởng kết hợp tuyến tính (thuyết liên kết hóa trị), tạo ra một hình lục giác thông thường thể hiện tính ổn định lớn hơn giả thuyết 1,3,5-cyclohexatriene.
Trong trường hợp của các chất thơm dị vòng và các benzen được thế, sự khác biệt về độ âm điện giữa các phần của vòng có thể có thể chiếm ưu thế trong hoạt động hóa học của các liên kết vòng thơm, nếu không thì tương đương nhau.

### Siêu hóa trị
Một vài phân tử nhất định như xenon difluoride và lưu huỳnh hexafluoride có số phối trí cao hơn con số có thể do quy tắc cộng hóa trị chặt chẽ theo theo quy tắc bát tử. Điều này được giải thích bởi mô hình liên kết tam tứ ("3c–4e") trong đó giải thích hàm sóng phân tử trong terms of non-bonding highest occupied molecular orbitals trong thuyết orbital phân tử và ionic-covalent cộng hưởng trong thuyết liên kết hóa trị.

### Thiếu electron
Trong liên kết tam nhị ("3c–2e") ba nguyên tử chia sẻ hai electron trong nguyên kết. Loại liên kết này xảy ra trong hợp chất thiếu electron như diborane. Mỗi liên kết như vậy (2 trên mỗi phân tử trong dibonare) chứa một cặp electron liên kết các nguyên tử bor theo hình dạng một trái chuối, với một proton (hạt nhân của một nguyên tử hydro) ở giữa liên kết, chia sẻ electron với cả hai nguyên tử bor. Trong vài nhóm hóa học nhất định, liên kết gọi là liên kết tứ nhị cũng được đưa ra.